# Francis Parkman

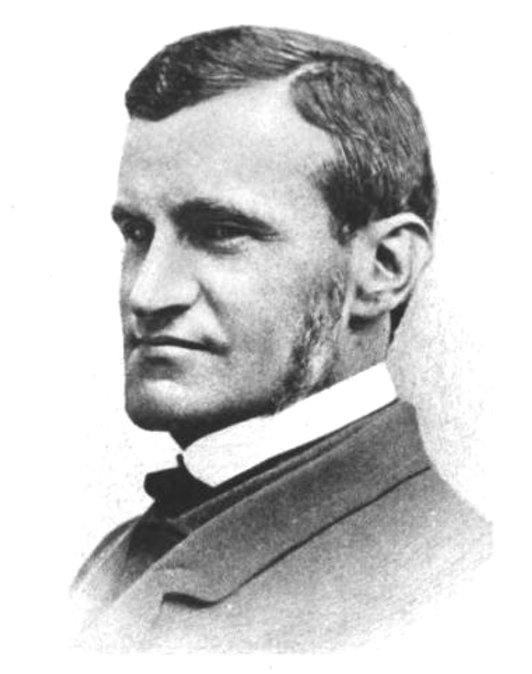
Francis Parkman

Francis Parkman (16. září 1823, Boston – 8. listopadu 1893, Jamaica Plain) byl americký historik, známý pro své dílo o Severní Americe v období kolonialismu.

## Život
Pocházel ze zámožné rodiny, jeho rodiči byli reverend Francis Parkman a jeho druhá žena Caroline Hall Parkmanová. Měl pět sourozenců: Caroline, Mary, Eliza, Johna Eliota a Sarah z otcova prvního manželství. Od dětství jej sužovaly zdravotní problémy. V mladém věku byl poslán na lesní farmu svého dědy u Medfordu v Massachusetts, aby si upevnil zdraví životem v přírodě. Často spával v lese, jezdil na koni bez sedla a naučil se lovit. Od roku 1831 studoval na privátní Chauncy Hall a v roce 1840 vstoupil na Harvard. Ještě před ukončením studií ho rodiče poslali na cestu po Evropě. Plavil se po Středozemním moři, kde navštívil některé ostrovy, viděl Itálii, Švýcarsko, Francii a Skotsko. Cesta trvala od listopadu 1843 do června 1844. Na podzim 1844 nastoupil na harvardská práva. V roce 1845 publikoval své první články v Knickerbocker Magazine. V roce 1846 získal právnický titul a pokračoval ve svých studijních cestách. Strávil i nějakou dobu mezi Siouxy. Tato zkušenost ho velmi ovlivnila. Jeho dřívější poměrně sympatické nazírání na Indiány se výrazně změnilo. Začal je považovat za divochy a opilce, jejichž úpadek, porážky ve válkách a zkáza byly nevyhnutelným triumfem civilizace nad barbarstvím. Tento způsob nazírání se objevuje i v jeho historických dílech, za což sklidil tvrdou kritiku některých moderních historiků. V té době procestoval různé další části USA. Zároveň se u něj opět objevily zdravotní a psychické potíže. V květnu 1850 se oženil s Catherine Scollay Bigelowou, dcerou známého bostonského lékaře, se kterou měl tři děti: Grace Parkmanovou Coffinovou, Francise Parkmana III. a Katharine Parkmanovou Coolidgeovou. Syn zemřel ve třech letech na spálu. V roce 1856 procestoval Kanadu. V roce 1858 zemřela jeho žena po narození jejich posledního dítěte. Sám se téhož roku odjel léčit do Francie. Cestoval, vesměs za vědeckými účely, až do pozdního věku. Titul doktor práv obdržel v roce 1889. Zemřel ve svém domě po krátké nemoci.
V Bostonu stojí jeho památník, zhotovený sochařem Danielem Chesterem Frenchem.

## Dílo
- The Oregon Trail, 1847
- The Conspiracy of Pontiac, 1851
- Vassall Morton, 1856 (román)
- The Pioneers of France in the New World, 1865
- The Jesuits in North America in the Seventeenth Century, 1867
- La Salle and the Discovery of the Great West, 1869
- The Old Régime in Canada, 1874
- Count Frontenac and New France under Louis XIV, 1877
- Montcalm and Wolfe, 1884
- A Half Century of Conflict, 1892
- The Journals of Francis Parkman, 1947.
- The Letters of Francis Parkman, 1960.